# Valdorf
Valdorf je část města Horšovský Týn v okrese Domažlice v Plzeňském kraji. Dělí se na Dolní Valdorf a Horní Valdorf. V roce 2011 zde trvale žilo 35 obyvatel.

## Historie
První písemná zmínka o vesnici pochází z roku 1789. Ves byla založena roku 1792 horšovskotýnským magistrátem.

## Obyvatelstvo
| Rok            | 1869 | 1880 | 1890 | 1900 | 1910 | 1921 | 1930 | 1950 | 1961 | 1970 | 1980 | 1991 | 2001 | 2011 | 2021 |
| -------------- | ---- | ---- | ---- | ---- | ---- | ---- | ---- | ---- | ---- | ---- | ---- | ---- | ---- | ---- | ---- |
| Počet obyvatel | 164  | 164  | 159  | 165  | 176  | 176  | 171  | 82   | 70   | 49   | 22   | 23   | 31   | 35   | 23   |
| Počet domů     | 28   | 31   | 33   | 34   | 34   | 35   | 37   | 38   | 38   | 9    | 7    | 8    | 13   | 15   | 16   |

## Galerie

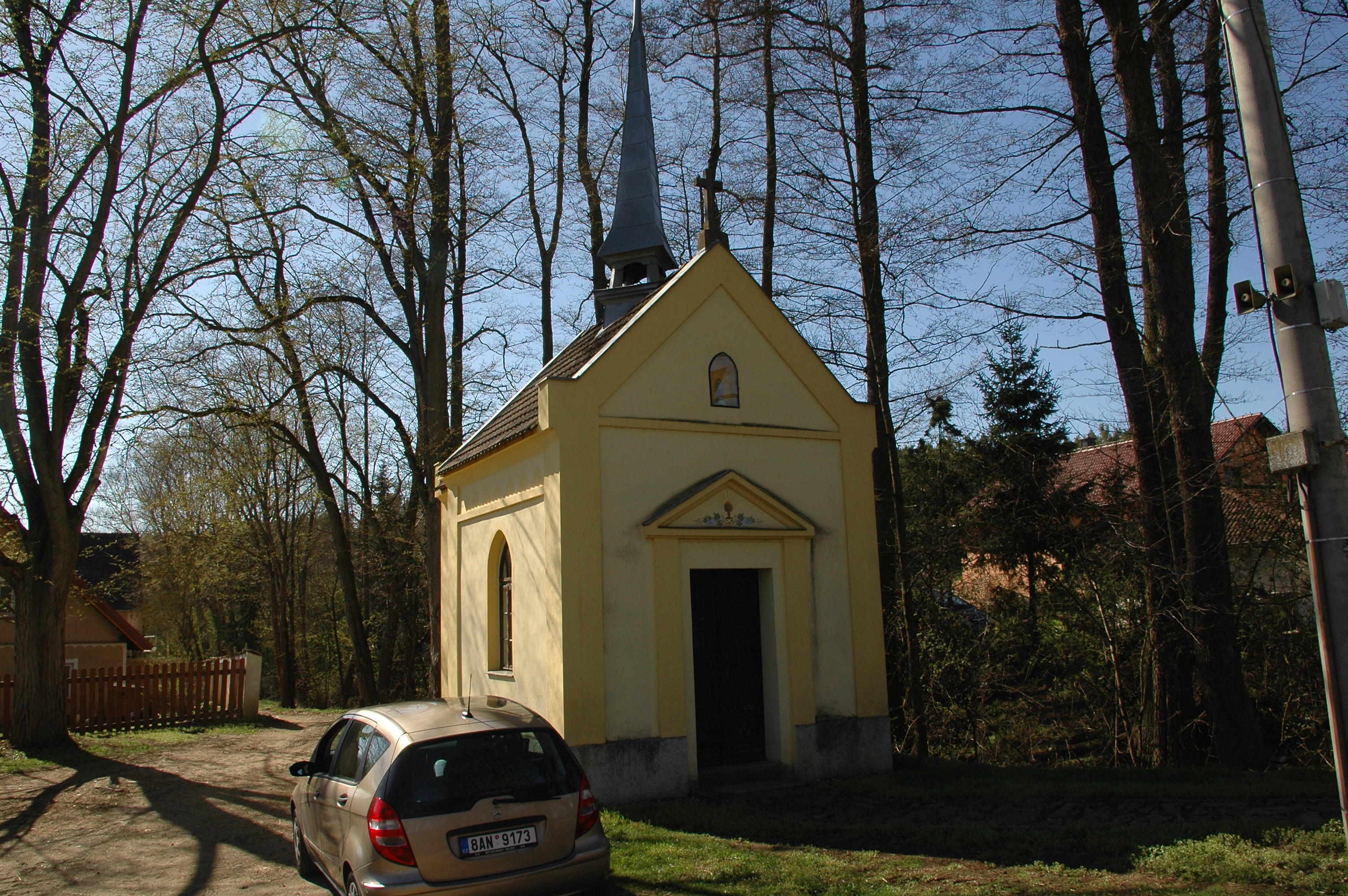
Kaplička v Dolním Valdorfu
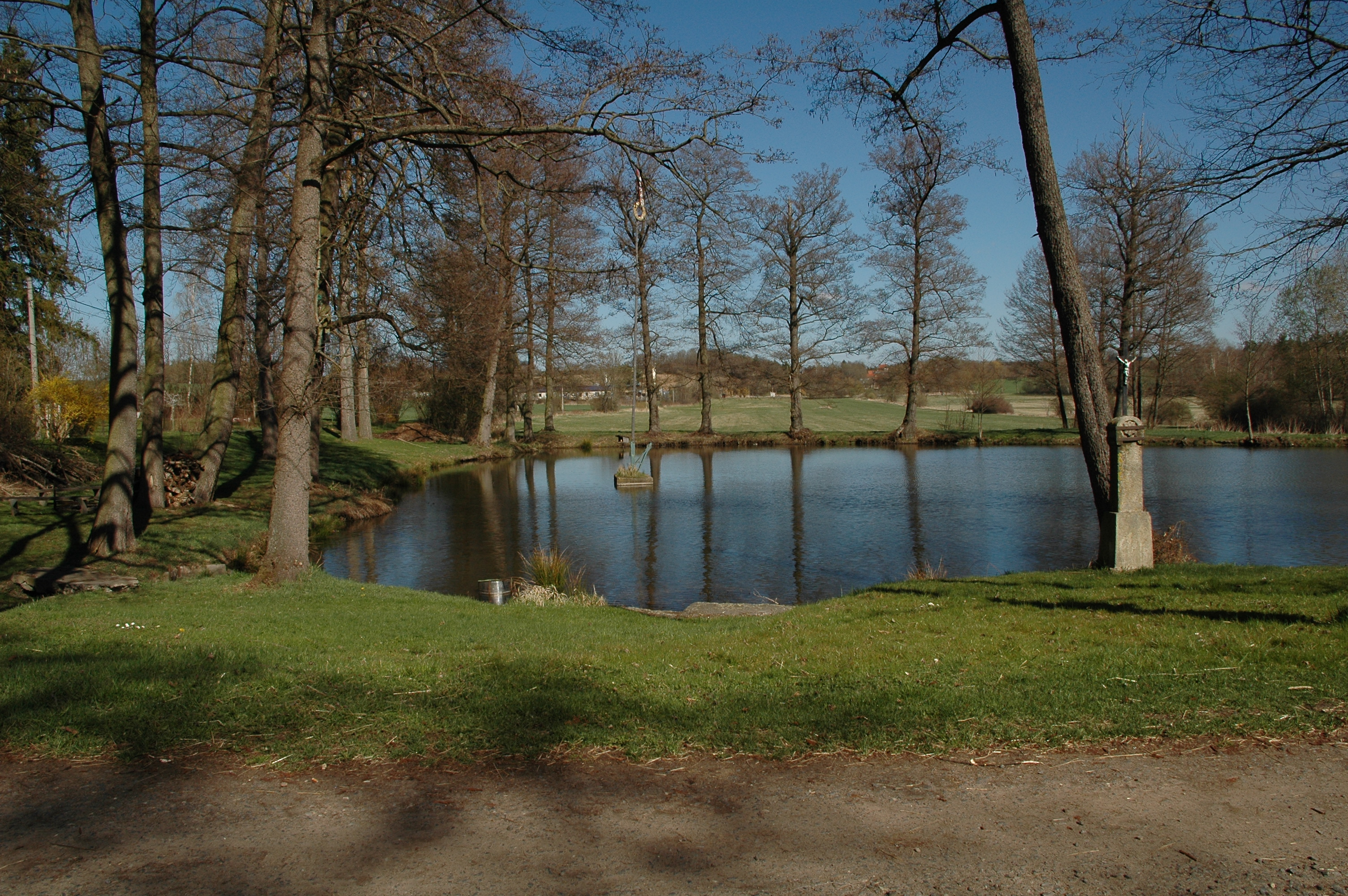
Rybník v Dolním Valdorfu
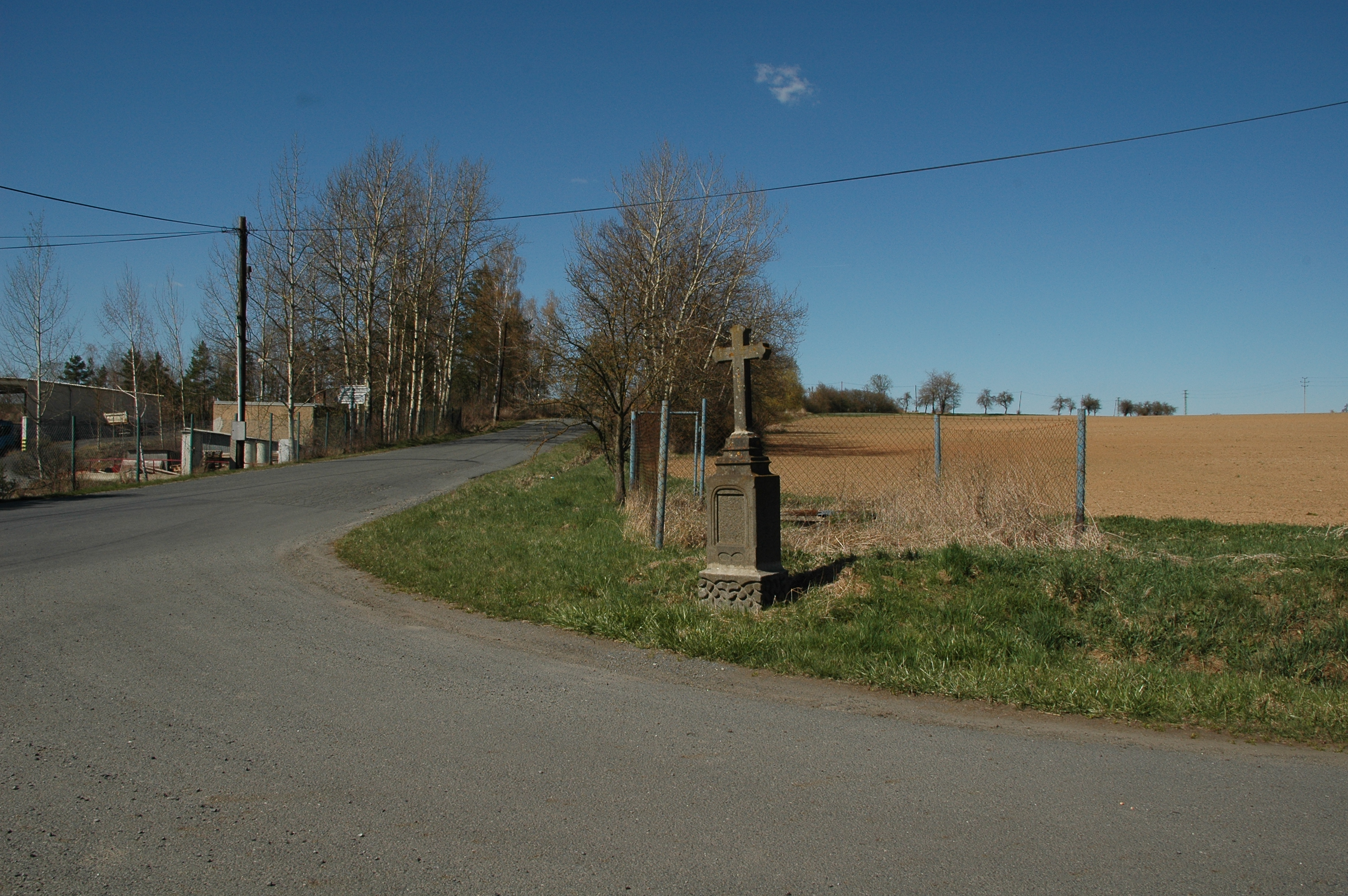
Křížek u silnice na pomezí Horního a Dolního Valdorfu
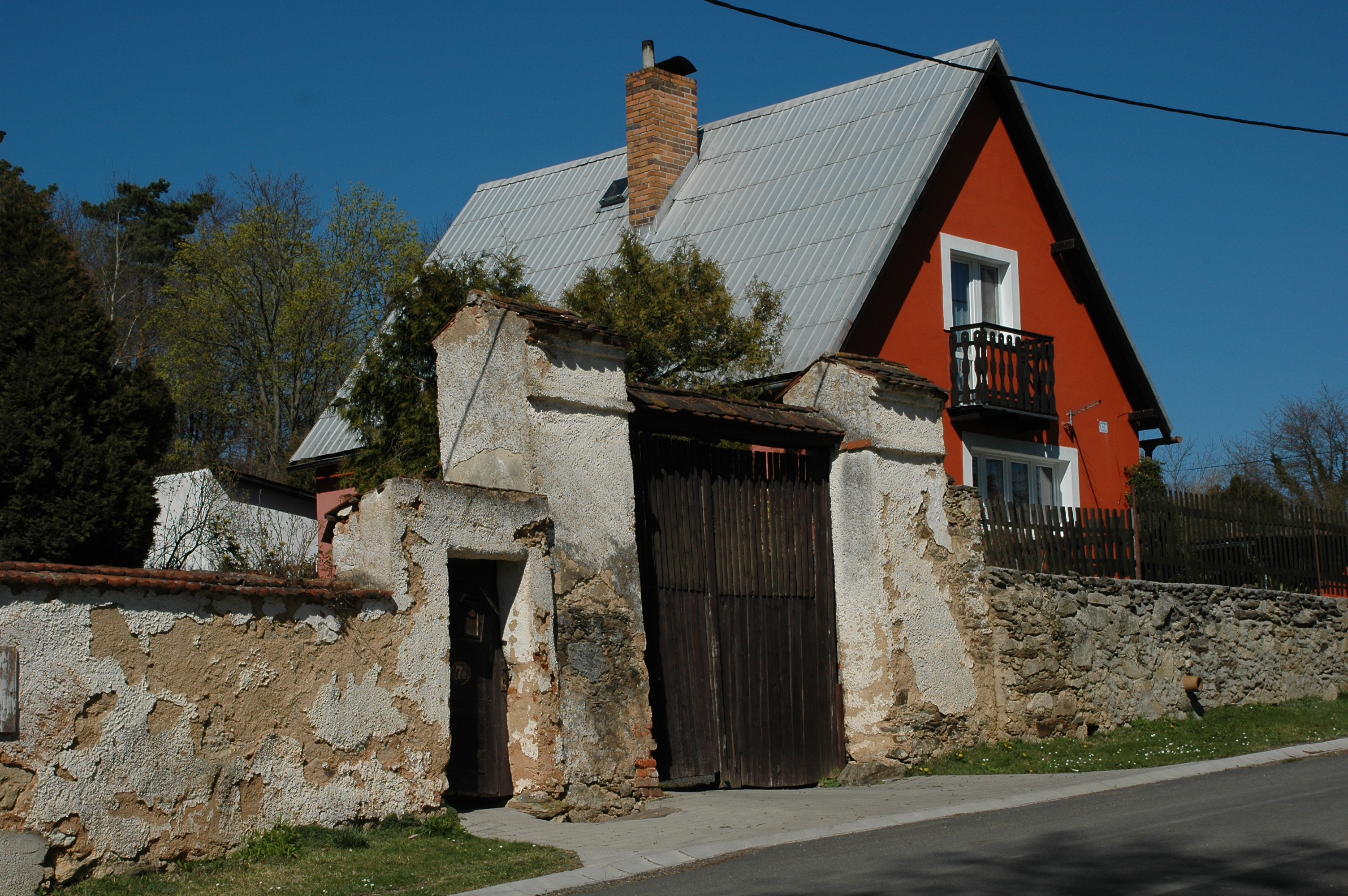
Dům v Horním Valdorfu